# لگو قهرمانان مارول (بازی ویدئویی)
لگو ابر قهرمانان مارول (به انگلیسی: Lego Marvel Super Heroes) یک بازی ویدئویی به سبک اکشن-ماجراجویی است که توسط شرکت Traveller's Tales ساخته و به‌وسیلهٔ شرکت وارنر برادرز. اینتراکتیو انترتینمنت در ۲۲ اکتبر ۲۰۱۳ منتشر شده‌است. روند بازی این بازی مانند دیگر بازی‌های لگو مانند لگو جنگ ستارگان و لگو بتمن می‌باشد. اسپین آف این بازی تحت عنوان لگو انتقام‌جویان مارول در ۲۶ ژانویه ۲۰۱۶ منتشر شد.

## روند بازی
گیم‌پلی بازی این اجازه را به پلیر می‌دهد تا با انتخاب هرکدام از قهرمانان که بالغ بر ۱۵۰ شخصیت با نیروها و توانایی‌های مختلف و منحصر به فرد است تجربه جدید از بازی را لمس کند. به‌طور مثال مرد عنکبوتی می‌تواند به راحتی با استفاده از تار خود به هر کجای شهر می‌خواهد سرک بکشد در حالی که هالک جسته‌ای بزرگتر از حد استاندارد دارد می‌تواند اشیای بزرگ را بلند و تا دوردست‌ها پرتاب کند.
گیم پلی بازی همانند سابق است. اما HUD بازی تغییر کرده و پنل سلامتی درصدی می‌باشد. همچنین قابلیت ارتقاء نیز در بازی وجود دارد. سیستم جدید هم شخصی‌سازی است. در این نسخه علاوه بر تغییر ظاهر کارکتر پیش فرض می‌توان ظاهر کارکترهای اصلی را هم عوض کرد. در این نسخه نیز مانند نسخه‌های قبلی می‌توان از وسایل نقلیه استفاده کرد که تفاوت این نسخه با نسخه‌های قبلی این است که خودتان باید وسیله نقلیه را بسازید. در این نسخه بر خلاف نسخه لگو بتمن شب و روز و فصول مختلف وجود دارد. سیستم هندلینگ هم کمی طبیعی تر کار شده. در حالت جهان آزاد و گشت و گذار هم می‌توان به صورت تک نفره بازی کرد و نیازی به وجود یار نیست. قابلیت‌های هر قهرمان هم در روند گیم پلی تأثیر مهمی دارد. برای مثال مرد عنکبوتی می‌تواند به راحتی از ساختمان‌ها بالا رفته و با سیستم و مکانیزم خود تار بزند. همچنین بعضی از قهرمانان حالت معمولی هم دارند برای مثال مرد آهنی می‌تواند تبدیل به تونی استارک شود و به گشت و گذار با ماشین‌های خود بپردازد یا غذا بخورد و خرید کند. این قابلیتی است که برای اولین بار به بازی‌های لگویی افزوده شده. همچنین در بازی Respect هم وجود دارد.

## داستان
هنگامی که مرد عنکبوتی خرابکار، به دنبال مأمور ونوم بود به‌طور ناگهانی به سمت آزمایشگاه آسکورپ کشیده می‌شود و در آنجا به نبرد مشغول می‌شود. پس از جنگی نفسگیر ونوم شکست خورده و بر روی زمین می‌افتد، پس از شکست دادن ونوم به مسخره کردن او می‌پردازد و به‌طور ناگهانی مشتی قوی از ونوم دریافت می‌کند و به آخرین طبقه آزمایشگاه پرتاب می‌شود و دشمن دیرینهٔ خود یعنی میستریو را مشاهده می‌کند. هم‌اکنون دو دشمن مرد عنکبوتی او را شکست می‌دهند و ….
| گردآورنده  | امتیاز                                                             |
| ---------- | ------------------------------------------------------------------ |
| گیم‌رنکینگز | (PS4) 84.00% (PC) 80.60% (X360) 80.71% (PS3) 81.90% (Wii U) 83.38% |
| متاکریتیک  | (PS4) 83/100 (PC) 78/100 (X360) 80/100 (PS3) 82/100 (Wii U) 82/100 |

| ناشر         | امتیاز |
| ------------ | ------ |
| سی‌وی‌جی       | 7/10   |
| دستراکتید    | 8.5/10 |
| گیم‌اسپات     | 7/10   |
| گیم‌زون       | 90/100 |
| پلی          | 85/100 |
| پولیگان      | 8.5/10 |
| The Escapist | [ ۱۸ ] |
| Revision3    | [ ۱۹ ] |